# Marlierea mesoamericana
Marlierea mesoamericana är en myrtenväxtart som beskrevs av P.E.Sánchez. Marlierea mesoamericana ingår i släktet Marlierea och familjen myrtenväxter.
Artens utbredningsområde är Costa Rica. Inga underarter finns listade i Catalogue of Life.